# Coupe d'Allemagne de football 1954-1955
Navigation
Édition précédente Édition suivante
La coupe d'Allemagne de football 1954-1955 est la douzième édition dans l'histoire de la compétition. La finale a lieu à Brunswick à l'Eintracht-Stadion. 
Le Karlsruher SC remporte le trophée pour la première fois. Il bat en finale le FC Schalke 04 sur le score de 3 buts à 2.

## Premier tour
Les résultats du premier tour
| Date           | Domicile               | Extérieur            | score           |
| -------------- | ---------------------- | -------------------- | --------------- |
| 02 - 08 - 1954 | SG GFC Düren 1899      | 1. FC Kaiserslautern | 2 - 5           |
| 15 - 08 - 1954 | Kickers Offenbach      | Hanovre 96           | 6 - 3           |
| 15 - 08 - 1954 | VfB Stuttgart          | SV Arminia Hanovre   | 4 - 2           |
| 15 - 08 - 1954 | Hambourg SV            | Eintracht Trier      | 5 - 3 (a . p .) |
| 15 - 08 - 1954 | 1. FC Nuremberg        | Hülser SV            | 2 - 0           |
| 15 - 08 - 1954 | Eintracht Francfort    | FK Pirmasens         | 1 - 0           |
| 15 - 08 - 1954 | Karlsruher SC          | FSV Francfort        | 5 - 1           |
| 15 - 08 - 1954 | TuS Bremerhaven 93     | SpVgg Erkenschwick   | 5 - 1           |
| 15 - 08 - 1954 | Altona 93              | 1. FC Saarbrücken    | 3 - 2           |
| 15 - 08 - 1954 | 1. FC Cologne          | STV Horst-Emscher    | 2 - 1           |
| 15 - 08 - 1954 | Tennis Borussia Berlin | 1. FC Schweinfurt 05 | 2 - 4           |
| 15 - 08 - 1954 | BV Union 05 Krefeld    | Eintracht Brunswick  | 4 - 0           |
| 15 - 08 - 1954 | Phönix Ludwigshafen    | Alemannia Aachen     | 0 - 0 (a . p .) |
| 15 - 08 - 1954 | TuRa Ludwigshafen      | FC St. Pauli         | 0 - 1           |
| 15 - 08 - 1954 | Spandauer SV           | VfB Lübeck           | 1 - 2           |
| 15 - 08 - 1954 | Jahn Regensburg        | FC Schalke 04        | 1 - 1 (a . p .) |

Matchs rejoués
| Date           | Domicile         | Extérieur           | Score |
| -------------- | ---------------- | ------------------- | ----- |
| 01 - 09 - 1954 | FC Schalke 04    | Jahn Regensburg     | 6 - 4 |
| 15 - 09 - 1954 | Alemannia Aachen | Phönix Ludwigshafen | 4 - 0 |

## Huitièmes de finale
Les résultats des huitièmes de finale
| Date           | Club recevant        | Score     | Club visiteur        |
| -------------- | -------------------- | --------- | -------------------- |
| 26 - 09 - 1954 | FC Schalke 04        | 1 - 1 a.p | 1. FC Schweinfurt 05 |
| 26 - 09 - 1954 | VfB Stuttgart        | 5 - 1     | VfB Lübeck           |
| 26 - 09 - 1954 | FC Altona 93         | 2 - 1     | Eintracht Francfort  |
| 25 - 09 - 1954 | Karlsruher SC        | 1 - 0     | 1. FC Nuremberg      |
| 26 - 09 - 1954 | TuS Bremerhaven 93   | 3 - 1     | Hambourg SV          |
| 21 - 09 - 1954 | 1. FC Kaiserslautern | 7 - 0     | 1. FC Cologne        |
| 26 - 09 - 1954 | Alemannia Aachen     | 4 - 2     | Union Krefeld        |
| 26 - 09 - 1954 | Kickers Offenbach    | 2 - 0     | FC St. Pauli         |

Matchs rejoués
| Date           | Club recevant      | Score | Club visiteur |
| -------------- | ------------------ | ----- | ------------- |
| 17 - 10 - 1954 | FC Schweinfurt 05  | 0 - 1 | FC Schalke 04 |
| 19 - 12 - 1954 | TuS Bremerhaven 93 | 3 - 1 | Hambourg SV   |

## Quarts de finale
Les résultats des quarts de finale
| Date           | Club recevant     | Score | Club visiteur        |
| -------------- | ----------------- | ----- | -------------------- |
| 27 - 11 - 1954 | VfB Stuttgart     | 2 - 5 | Karlsruher SC        |
| 19 - 12 - 1954 | Altona 93         | 2 - 0 | Alemannia Aachen     |
| 02 - 01 - 1955 | Kickers Offenbach | 4 - 1 | 1. FC Kaiserslautern |
| 02 - 01 - 1955 | FC Schalke 04     | 2 - 0 | TuS Bremerhaven 93   |

## Demi-finales
Les résultats des demi-finales
| Date           | Club recevant | Score      | Club visiteur     |
| -------------- | ------------- | ---------- | ----------------- |
| 07 - 04 - 1955 | FC Schalke 04 | 2 -1       | Kickers Offenbach |
| 20 - 04 - 1955 | Altona 93     | 3 - 3 a.p. | Karlsruher SC     |

Match rejoué
| Date           | Club recevant | Score | Club visiteur |
| -------------- | ------------- | ----- | ------------- |
| 08 - 05 - 1955 | Karlsruher SC | 3 - 0 | Altona 93     |

## Finale
| Entraîneur : |
| Adolf Patek  |

| Entraîneur :  |
| Edi Frühwirth |

| Entraîneur : |
| Adolf Patek  |

| Entraîneur :  |
| Edi Frühwirth |